# Protestantse werkethiek
De protestantse werkethiek (ook bekend als de puriteinse werkethiek of calvinistisch arbeidsethos) is de door de  socioloog Max Weber geïntroduceerde term voor de bij veel calvinisten gangbare opvatting dat hard werken in het beroep God welgevallig is. 

## Wortels
De theologische fundering van de protestantse werkethiek ligt in de vloek die God over Adam heeft uitgesproken nadat Adam en Eva gezondigd hadden en uit het paradijs werden verdreven. In de Statenvertaling is dit geformuleerd als "In het zweet uws aanschijns zult gij brood eten, totdat gij tot de aarde wederkeert" (Genesis 3:19a). Door protestantse predikanten werd echter niet alleen het strafkarakter beklemtoond, maar ook de goedheid en noodzaak van arbeid en het positieve effect dat dit voor mensen, en de christelijke samenleving in haar geheel, zou hebben.
De protestantse werkethiek maakt deel uit van de oude Amerikaanse cultuur rond 1800, en wordt door sommige Amerikanen gezien als de basis voor de Amerikaanse welvaart.

## Max Weber
In een wetenschappelijke publicatie genaamd Die protestantische Ethik und der Geist des Kapitalismus (1904-1905) legde Max Weber een verband tussen het calvinisme en de opkomst van kapitalistische instituties. Weber beschreef dat de toewijding tot werk en het rationele denken de fundamentele basiselementen van het moderne kapitalisme waren, en dat dit kenmerkend was voor de puriteinen die van werk een geestelijke roeping maakten. Hij plaatste deze innerweltliche Askese tegenover de rooms-katholieke opvatting dat vroomheid het best kon worden beoefend door zich uit de wereld terug te trekken in bijvoorbeeld kloosters. Op deze wijze meende Weber een verklaring te hebben voor het gegeven dat het kapitalisme ontstond in de Angelsaksische wereld in plaats van in Italië, hoewel de modernisering van het handelswezen daar begonnen was. 
Met zijn theorie bood hij een alternatief voor het marxisme, dat in zijn ogen sociaal-economische ontwikkelingen reduceerde tot een strijd om het bezit van de productiemiddelen.

## Pre-protestantse wortels
Sommige historici stellen dat de ethiek van hard werk en zuinigheid zich al voor de Reformatie begon te verspreiden in Europa. Meer bepaald zouden de cisterciënzers een culturele invloed hebben uitgeoefend die meetbaar was in de productiviteitsgroei van de regio's waar ze abdijen vestigden.

## Calvinistische kritiek op kapitalisme
Hoewel de calvinistische ethiek hard werken en spaarzaamheid positief waardeert, staat zij doorgaans kritisch tegenover het vergaren van het bezit als doel op zich. Materiële welvaart kan als zegen van God worden beschouwd, maar het is ook een bron van verleiding. Waar echter in het begin de puriteinen en de theologen uit de Nederlandse Nadere Reformatie handel en industrie kritisch begeleiden en alleen onder de nodige voorwaarden wilden toestaan, verdwenen bij veel kooplieden al snel de voorwaarden onder het tapijt en beperkten zij zich tot de conclusie dat handel in allerlei vormen toegestaan was. De protestantse ethiek moest het bij hen afleggen tegen de geest van het kapitalisme.